# Yoweri Museveni
Yoweri Kaguta Museveni (Ankole, 15 de agosto de 1944) é um político ugandês, atual presidente do Uganda desde 1986, através de uma revolta conduzida pelo Exército de Resistência Nacional (“National Resistance Army” ou NRA), mas foi democraticamente eleito em 1996, quando concorreu contra Paul Ssemogere, líder do Partido Democrático, tendo ganhado 75% dos votos. Na votação do dia 16 de janeiro de 2021, conquistou o sexto mandato de presidente de Uganda.

## Biografia
Yoweri Museveni é um dos filhos de Amos Kaguta e Esteri Kokundeka, uma família de pequenos criadores de gado; o pai pertence ao clã Basiita e a mãe ao ramo Beene Rukaari, do aristocrático clã Bashambo. O seu sobrenome vem de Abasuveni, que eram os soldados ugandeses no “Sétimo Regimento dos Artilheiros Africanos do Rei”. O jovem Museveni fez a escola primária em Kyamate, a secundária em Mbarara e depois estudou ciências políticas e concluiu um bacharelado em economia na Universidade de Dar es Salaam, graduando-se em 1970.
Museveni participou na formação da “Frente de Salvação Nacional”, que foi um dos grupos rebeldes que, apoiados pela Tanzânia, afastaram Idi Amin do poder. A sua carreira política começa nesta fase, servindo como ministro nos governos que se seguiram mas, em 1980 ele declara que as eleições tinham sido manchadas por fraude e, em 6 de Fevereiro de 1981, lança-se numa guerra de guerrilha com base nos pântanos do centro do Uganda, liderando o Exército de Resistência Nacional (NRA) que, em Janeiro de 1986, capturou Kampala e colocou Museveni como presidente.
Museveni acabou com os abusos aos direitos humanos, iniciou uma política de liberalização e de liberdade de imprensa e estabeleceu acordos com o Fundo Monetário Internacional, o Banco Mundial e com vários países. Do ponto de vista político, ele forma o “Movimento Nacional de Resistência”, que ele descrevia como uma forma de transição ou forma alternativa de democracia e que funcionou como partido único até 1996, quando o multipartidarismo foi finalmente adoptado.
Sob a sua direcção, a economia do Uganda cresceu sensivelmente e os níveis de pobreza caíram em 20% desde 1992, o número de crianças das escolas primárias duplicou e a taxa de prevalência do HIV é uma das mais altas de África. No entanto, a sua política de controlo do HIV através da abstinência, de que a sua esposa Janet é a principal activista, tem sido criticado por algumas organizações.
Também é criticado pelo desrespeito dos direitos humanos, pela adoção da pena de morte, pela falta de liberdade de expressão e corrupção no país, sendo vários casos denunciados. Um dos casos da aplicação da pena de morte mais criticados é David Kato por exibir a sua identidade sexual. Atualmente há denúncia da oposição sobre a possível corrupção na contagem de votos, em que comprou votos e subornou funcionários que contavam os votos.